# Quel pazzo venerdì
Quel pazzo venerdì (Freaky Friday) è un film di Mark Waters del 2003.
Il film, con protagoniste Jamie Lee Curtis e Lindsay Lohan, è basato sul romanzo per ragazzi A ciascuno il suo corpo di Mary Rodgers. È il terzo adattamento tratto dal romanzo; il primo fu Tutto accadde un venerdì (1976), con Jodie Foster e Barbara Harris, mentre il secondo fu un adattamento televisivo nel 1995.

## Trama
Anna Coleman è un'adolescente alle prese con i problemi della sua età: è in rotta col suo fratellino Harry, a scuola subisce le ingiustizie di un professore scorretto e di una sua ex-amica invidiosa; è inoltre innamorata dell'affascinante Jake, e suona in una band rock. Sua madre Tess, una psicologa rimasta vedova, sta invece per risposarsi col suo fidanzato Ryan: tra le due non corre buon sangue, in quanto Anna non accetta il nuovo matrimonio e Tess tende a minimizzare i problemi della figlia.
Il giorno prima del matrimonio Tess ha organizzato una cena in famiglia, ma Anna desidererebbe recarsi alle audizioni per un concerto rock insieme alla sua band; Tess glielo proibisce credendo che sia un modo per manifestare la sua contrarietà al matrimonio. Le due litigano aspramente durante una cena al ristorante cinese di Pei-Pei: la madre di quest'ultima, sentendole bisticciare, porge loro un biscotto della fortuna contenente un potente incantesimo. Il giorno dopo, al risveglio, le due scoprono di essere finite ciascuna nel corpo dell'altra.
Passato lo shock iniziale, Anna e Tess decidono di trascorrere la mattinata nei panni dell'altra, per poi trovarsi al ristorante all'ora di pranzo e spezzare l'incantesimo. Tess, impersonando Anna, si reca a scuola e scopre che i problemi di sua figlia sono veri e difficili da superare (in più scopre che il professore scorretto con Anna si stava vendicando perché non accettò di andare al ballo del liceo con lei); nel mentre Anna, dopo essersi comprata dei vestiti nuovi e tagliata i capelli alla moda, si reca al lavoro di sua madre, dove si rende conto che la vita da adulti è fatta di responsabilità e non è possibile fare ciò che si desidera. Al ristorante, la madre di Pei-Pei spiega loro di non poter spezzare l'incantesimo, e che solo dimostrando amore reciproco e incondizionato le due potranno tornare a essere se stesse.
Le due continuano quindi a vivere nei panni l'una dell'altra. Anna, recandosi a parlare con la maestra di Harry, scopre che suo fratello in realtà l'ammira, e decide di essere più carina nei suoi confronti; Tess invece conosce Jake, e si rende conto che, contrariamente a quanto pensasse, è un bravo ragazzo e ci tiene molto a sua figlia. Più tardi Ryan organizza una sorpresa per Tess, e fa in modo che sia ospite di un talk show dove parlerà del suo ultimo libro; Anna, nei panni di sua madre, si comporta in maniera imbarazzante, cosa che inaspettatamente le fa ottenere un grande successo. Più tardi Anna incontrerà Jake in un bar e i due si scopriranno anime gemelle, cosa che porterà il ragazzo a credere di essere innamorato di Tess. Ryan, vedendo la sua fidanzata amoreggiare col ragazzo, pensa che lei non voglia più sposarlo.
Arriva la cena pre-matrimonio senza che le due siano riuscite a spezzare l'incantesimo: le compagne di band di Anna cercano di rapirla per portarla di nascosto all'audizione, ma vengono fermate. A quel punto Ryan permette a quella che lui crede essere Anna di andare all'audizione, e al tempo stesso dice a "Tess" di starle vicino, dicendole che nella fretta di farlo accettare ai suoi figli, la donna ha dimenticato i loro bisogni. Durante l'audizione, la vera Anna suona la chitarra nel backstage, mentre Tess si esibisce sul palco al suo posto. Tess comprende quindi che sua figlia ha talento e coraggio a esibirsi, e promette di non impedirle mai più di suonare; intanto Jake, assistendo all'esibizione, si accorge di essere in realtà innamorato di Anna.
Di ritorno alla cena, Tess dice ad Anna di voler rimandare il matrimonio perché sua figlia non debba sposare Ryan nel suo corpo; tuttavia Anna, avendo compreso quanto Ryan ci tenga a Tess e a lei stessa, benedice la loro unione con un brindisi. Questo atto d'amore incondizionato spezza l'incantesimo e le due tornano nei rispettivi corpi. Al matrimonio di Tess e Ryan, Anna e Jake si baciano per la prima volta; Pei-Pei riesce a impedire che sua madre consegni a Harry e al nonno di Anna un altro biscotto magico dopo averli visti litigare. Anna si esibisce poi con la sua band in onore di Tess e del suo nuovo marito.

## Personaggi
- Anna Coleman: è un adolescente ribelle e dai gusti bizzarri. È spesso in conflitto con tutti per il suo carattere ribelle ed anticonformista in particolare con la madre poiché lei desidera indipendenza e comprensione da parte della madre che è molto rigida e non sembra capirla a fondo. Così grazie ad un biscotto della fortuna, un venerdì mattina si ritroverà nei panni di sua madre e questo le servirà a comprenderla e a mettersi nei suoi panni. A fine film le due si aiuteranno spezzando l’incantesimo. È innamorata di un suo compagno di scuola, Jake. Anche se non lo dimostra vuole molto bene a suo fratello minore Henry.
- Tess Coleman: è una madre, vedova, di due figli nonché psicoterapeuta, prossima al matrimonio con il suo fidanzato Ryan. È una donna piuttosto rigida e bigotta che non sembra comprendere la figlia e il suo mondo, tanto da essere molto rigida e non concederle tante libertà né tantomeno l'indipendenza. Non le permetterà di partecipare ad un concerto con la sua band, un’occasione irripetibile per la figlia, per far sì che quest'ultima partecipasse al suo matrimonio. Un venerdì mattina, a causa di un biscotto della fortuna mangiato la sera prima in un ristorante cinese, si ritrova nei panni della figlia e questo servirà per comprenderla meglio e a fine film le due si aiuteranno spezzando l’incantesimo.
- Henry Coleman: è il figlio secondogenito di Tess nonché fratello minore di Anna. È piuttosto dispettoso nei confronti della sorella e nonostante lei qualche volta lo tratti male lui le vuole comunque bene. Ciò si nota dal tema scritto in classe su sua sorella che leggerà Anna nei panni della madre e che la farà sorridere felice.
- Ryan: è il nuovo compagno e futuro marito di Tess. È molto meno rigido e più comprensivo di Tess nei confronti di Anna poiché al contrario suo sarà proprio lui a suggerire alla futura moglie di far partecipare tranquillamente e senza problemi la figlia al concerto con la sua band, per lei un’occasione molto importante, quasi più del matrimonio.
- Jake: è un amico di Anna di cui è innamorata.

## Colonna sonora
La colonna sonora è stata scritta da Rolfe Kent e orchestrata da Tony Blondal. Lohan ha anche registrato una canzone per la colonna sonora, intitolata "Ultimate".

## Accoglienza

### Incassi
Nel fine settimana di apertura, il film ha incassato 22,2 milioni di dollari in 2 954 sale, arrivando secondo al botteghino, dietro alla S.W.A.T. (37,1 milioni di dollari). Il film ha incassato 110,2 milioni di dollari in Nord America e 50,6 milioni di dollari in altri territori, per un totale di 160,8 milioni di dollari.

### Critica
Il film ha ricevuto recensioni generalmente positive da parte della critica cinematografica. Su Rotten Tomatoes il film ha un indice di gradimento dell'88% sulla base di 157 recensioni, con un voto medio di 7,00/10. Il consenso critico del sito recita: "Jamie Lee Curtis e Lindsay Lohan affascinano nel remake ben intonato di Mark Waters - e il secondo della Disney - del successo del 1976". Su Metacritic il film ha un punteggio di 70 su 100, sulla base di 36 critici, indicando "recensioni generalmente favorevoli". Il pubblico intervistato da CinemaScore ha assegnato al film un voto A− su una scala da A a F.

## Sequel
Il sequel, Quel pazzo venerdì, sempre più pazzo (Freakier Friday), è uscito nei cinema statunitensi l'8 agosto 2025 e in quelli italiani il 6 agosto.

## Riconoscimenti
- 2004 - MTV Movie Award
  - Miglior performance rivelazione femminile a Lindsay Lohan[7]